# Hannes Messemer
Hannes Messemer mit seiner Ehefrau Rosl Schäfer am Bochumer Schauspielhaus, 1955

Link zum Bild

Hannes Messemer (* 17. Mai 1924 in Dillingen an der Donau, Bayern; † 2. November 1991 in Aachen, Nordrhein-Westfalen) war ein deutscher Schauspieler und Hörspielsprecher.

## Leben
Hannes Messemer, Sohn eines Verlagskaufmanns, kehrte nach dem Ende des Zweiten Weltkrieges aus der Kriegsgefangenschaft zurück. Ohne eine Schauspielausbildung war er als Darsteller in Schauspieltruppen neben Elisabeth Flickenschildt und Rudolf Fernau tätig. 1947 erhielt er in Tübingen sein erstes Engagement als Theaterschauspieler. Zahlreiche Bühnenengagements folgten in Hannover, Bochum, München (Kammerspiele), Hamburg, Düsseldorf sowie bei den Ruhrfestspielen Recklinghausen.
Im Jahr 1956 gab Messemer neben Maria Schell in Rose Bernd (nach Gerhart Hauptmann) sein Filmdebüt. In den nachfolgenden dreißig Jahren seiner Karriere verkörperte der hagere Mann mit der leisen, heiseren Stimme klassische Charakterrollen wie Shakespeares Richard II. und den Julius Caesar in Walter Jens’ Fernsehspiel Die Verschwörung, aber auch viele Adelige und Offiziere. Wegen seiner guten Sprachkenntnisse erhielt Messemer bereits kurz nach Beginn seiner Filmkarriere auch Rollen in englischen, französischen, italienischen und US-amerikanischen Produktionen.
So spielte Hannes Messemer neben Giulietta Masina in Julien Duviviers Das kunstseidene Mädchen, neben Brigitte Bardot in Babette zieht in den Krieg, in Der falsche General mit Vittorio De Sica, in Gesprengte Ketten mit Steve McQueen, als Alfred Jodl neben Jean-Paul Belmondo in Brennt Paris?, in Lautlose Waffen mit Montgomery Clift, neben Lilli Palmer in Der Kongreß amüsiert sich, neben Heinz Rühmann in Friedrich Dürrenmatts Grieche sucht Griechin und in Die Akte Odessa mit Jon Voight.
Den Schwerpunkt seiner Arbeit bildete jedoch das Fernsehen, in dem Messemer Rollen in über 150 Produktionen übernahm. Dazu gehörten ebenso Fernsehspiele (Die Verschwörung) und Bühnenadaptionen (Der trojanische Krieg findet nicht statt nach Jean Giraudoux) wie Literaturverfilmungen (Frau Jenny Treibel, Die Dämonen) und Gastauftritte in Fernsehserien (Derrick, Sonderdezernat K1, SOKO 5113). 1974/1975 spielte er zudem in Sergeant Berry eine reguläre Serienrolle. Seinen letzten Fernsehauftritt hatte er 1989 neben Agnes Fink in dem Fernsehspiel Langusten.
Messemer war in einer großen Anzahl von Hörspielen als Sprecher im Einsatz gewesen. Die ARD-Hörspieldatenbank verzeichnet für den Zeitraum von 1951 bis 1984 weit über einhundert Produktionen, bei denen er zumeist in Hauptrollen zu hören war. Darüber hinaus setzte der Schauspieler seine markante Stimme auch in zahlreichen Produktionen von Europa (unter anderen Perry Rhodan, Gruselserie und Edgar Wallace) und Hörbuchproduktionen ein, darunter eine Collage mit Lyrik und Rhetorik von Mao Zedong (LP EMI-Electrola, ca. 1966), sowie eine Lesung in Auszügen aus den vier Evangelien (1972).
Messemer war viermal verheiratet. Seine zweite Ehefrau (1952–1977) Rosl Schäfer und seine dritte Ehefrau (1980–1981) Susanne Korda  waren ebenfalls Schauspielerinnen.
Hannes Messemer starb am 2. November 1991 in Aachen an Herz-Kreislaufversagen. Sein Grab befindet sich im Campo Santo auf dem Aachener Westfriedhof II.

## Filmografie (Auswahl)
- 1957: Rose Bernd
- 1957: Nachts, wenn der Teufel kam
- 1957: Madeleine und der Legionär
- 1957: Der gläserne Turm
- 1958: Der Arzt von Stalingrad
- 1958: Taiga
- 1959: Babette zieht in den Krieg (Babette s'en va-t-en guerre)
- 1959: Menschen im Netz
- 1959: Der falsche General (Il generale Della Rovere)
- 1959: Ihr Verbrechen war Liebe (Douze heures d’horloge)
- 1959: Ein Tag, der nie zu Ende geht
- 1960: Schatten der Helden
- 1960: Lampenfieber
- 1960: Das kunstseidene Mädchen
- 1960: Es war Nacht in Rom (Era notte a Roma)
- 1960: Die Rote Hand
- 1960: Brücke des Schicksals
- 1960: Auf Engel schießt man nicht
- 1961: Der Transport
- 1962: Liebe im September
- 1963: Gesprengte Ketten (The Great Escape)
- 1963: Mord am Canale Grande (Voir Venise … et mourir)
- 1963: Die Legende vom heiligen Trinker
- 1963: Ich war Cicero (Fernsehfilm)
- 1964: Interpol: Die Dame mit dem Spitzentuch (Fernsehreihe)
- 1966: Der Kongreß amüsiert sich
- 1966: Lautlose Waffen
- 1966: Grieche sucht Griechin
- 1966: Der trojanische Krieg findet nicht statt (Fernsehfilm)
- 1966: Brennt Paris? (Paris brûle-t-il?)
- 1966: Die fünfte Kolonne – Stahlschrank SG III
- 1967: Bericht eines Feiglings (Fernsehfilm)
- 1968: König Richard II.
- 1969: Die Verschwörung (Fernsehfilm)
- 1973: Ein Fall für Goron
- 1974: Die Akte Odessa (The Odessa File)
- 1974: Wer stirbt schon gerne unter Palmen
- 1974–1975: Sergeant Berry (Fernsehserie, 23 Folgen)
- 1975: Der tödliche Schlag (Fernsehspiel von Walter Jens) – als Odysseus
- 1976: Fünf Prüfungen des Oberbürgermeisters
- 1977: Die Dämonen
- 1977: Die Befragung des Machiavelli (Fernsehfilm)
- 1977: Onkel Silas (TV-Zweiteiler)
- 1977: Generale – Anatomie der Marneschlacht
- 1977: Sonderdezernat K1 (Folge 15 / Tod eines Schrankenwärters)
- 1978: Union der festen Hand
- 1978: Derrick: Tod eines Fans
- 1978: Polizeiinspektion 1: Der Neue
- 1980: Derrick: Die Entscheidung
- 1981: Frau Jenny Treibel
- 1981: Collin
- 1982: Sonderdezernat K1 (Folge 21 / Das masurische Handtuch)
- 1982: Flüchtige Bekanntschaften
- 1983: Die Geschwister Oppermann
- 1983: Diese Drombuschs (Fernsehserie)
- 1983: SOKO 5113: Koks und Kakao (Fernsehserie)
- 1983: Derrick: Lohmanns innerer Frieden
- 1984: August der Starke
- 1984: Die Dame und die Unterwelt
- 1985: Gespenstergeschichten (Serie; Episode: Die Verschwörung)
- 1986: Der Fahnder: Kettenreaktion (Fernsehserie)
- 1989: Langusten

## Hörspiele (Auswahl)
- 1951: Rudolf Jacobs: Rebell der Wüste. Abd el Krim wartet auf seine Chance. Eine Hörfolge über den marokkanischen Freiheitskämpfer – Regie: Raoul Wolfgang Schnell (Hörbild, Original-Hörspiel – NWDR Köln)
- 1951: Ernst Drolinvaux: Das Alibi – Regie: Klaus Stieringer (Originalhörspiel, Kriminalhörspiel – NWDR)
- 1952: Rudyard Kipling: Das Dorf, das beschloß, die Erde sei flach (Kipling, Schriftsteller und Journalist) – Regie: Heinrich Koch (Hörspielbearbeitung – NWDR)
- 1952: Norbert Jacques: Die drei Smaragde. Eine kleine kriminalistische Funkerzählung (Marguleit) – Regie: Klaus Stieringer (Kurzhörspiel, Kriminalhörspiel – NWDR)
- 1953: Nikolai Semjonowitsch Leskow: Der Mensch im Schilderhaus (Wassilij Wassiljewitsch Nachalskij, Offizier des Sjemjonowschen Regiments) – Regie: Heinrich Koch (Hörspielbearbeitung – NWDR)
- 1954: Jean Schlumberger: Césaire (Benoît) – Regie: Klaus Stieringer (Hörspiel – NWDR)
- 1955: Jürgen Gütt: Neues aus Schilda (Folge: Ein Bumerang kommt stets zurück) (Leutnant Mutton) – Regie: Wilhelm Semmelroth (Hörspiel – NWDR Köln)
- 1955: Herbert Asmodi: Jenseits vom Paradies (Frank) – Regie: Carl Nagel (Hörspielbearbeitung – RB/SDR)
- 1956: Josef Martin Bauer: So weit die Füße tragen (6. Teil) (Kolka) – Regie: Franz Zimmermann (Hörspielbearbeitung – WDR)
- 1956: Susanne Carwin: Die Brüder. Ein Hörspiel um Theo und Vincent van Gogh (2. Sprecher) – Regie: Helmut Brennicke (Originalhörspiel – BR)
- 1956: Anton Tschechow: Klassiker der Kriminalliteratur: Die Tragödie auf der Jagd (Graf Alexej Karnejew) – Regie: Eduard Hermann (Hörspielbearbeitung, Kriminalhörspiel – WDR)
- 1957: Johan-Mark Elsing: Flucht aus dem Krügerpark (Van Wijk) – Regie: Kurt Meister (Hörspiel – WDR)
- 1957: Agatha Christie: Klassiker der Kriminalliteratur: Die Tote in der Bibliothek (Mark Gaskell) – Regie: Friedhelm Ortmann (Hörspielbearbeitung, Kriminalhörspiel – WDR)
- 1957: François Mauriac: Das Lamm – Regie: Roland H. Wiegenstein (Hörspielbearbeitung, Hörbild – WDR)
- 1958: Raoul Wolfgang Schnell: Persien-Story (6 Teile) (Adam) – Regie: Otto Kurth (Originalhörspiel – WDR)
- 1958: Richard Hey: Jeden Abend Kammermusik (Sascha Aldinghausen) – Regie: Oswald Döpke (Originalhörspiel – BR/RB/SFB)
- 1959: Zbigniew Herbert: Das andere Zimmer (Er) – Regie: Fritz Schröder-Jahn (Hörspielbearbeitung, Kurzhörspiel – NDR)
- 1961: Leopold Ahlsen: Alle Macht der Erde (Charles Mac Cormy) – Regie: Heinz-Günter Stamm (Originalhörspiel – BR/SDR)
- 1961: Sivar Arnér: Am dritten Tag (Elbrus) – Regie: Gustav Burmester (Hörspiel – NDR)
- 1962: Das Buch Hiob (1. Erzähler) – Bearbeitung (Musik) und Regie: Roland H. Wiegenstein (Originalhörspiel – SWF)
- 1963: Johann Wolfgang von Goethe: Der Urfaust. Goethes Faust in ursprünglicher Gestalt (Mephistopheles) – Bearbeitung und Regie: Peter Schulze-Rohr (Hörspielbearbeitung – SWF/ORF)
- 1964: Fernando de Rojas: Celestina (6 Teile) (Sempronio, Diener) – Bearbeitung und Regie: Raoul Wolfgang Schnell (Hörspielbearbeitung – WDR)
- 1965: J. B. Priestley: Ein Inspektor kommt (Inspektor Goole) – Regie: Heinz Wilhelm Schwarz (Hörspielbearbeitung – WDR)
- 1965: Dieter Kühn: Ritornell (Fabert) – Regie: Günther Sauer (Originalhörspiel – WDR)
- 1966: John P. Wynn: Ihr Urteil, bitte! (2. Staffel: 2. bis 4. Folge). nach John P. Wynns Drehbuch für die BBC Fernsehsendung Kaleidoscope (Hermann Zeidler/Inspektor/Der Baron) – Regie: Fritz Benscher (Hörspielbearbeitung, Kriminalhörspiel – BR)
- 1966: Carl Zuckmayer: Midas der schimmernden Berge (2 Teile) (William Brown, Minenspekulant) – Regie: Heinz-Günter Stamm (Hörspielbearbeitung – BR/ORF)
- 1967: Paul Pörtner: Dialog mit einer verschlossenen Tür – Regie: Otto Düben (Hörspiel – WDR)
- 1968: Wolfgang Kirchner: Menschenleeres Land (Heiseke) – Regie: Frank Guthke (Originalhörspiel – SDR)
- 1968: Friedrich Dürrenmatt: Romulus der Große. Eine historisch-ungeschichtliche Komödie (Romulus Augustin, Kaiser von Westrom) – Regie: Paul Pörtner (Hörspielbearbeitung – BR)
- 1969: André Picot: Aus Studio 13: Schock à la Hitchcock (Philippe Marnet) – Regie: Hans Gerd Krogmann (Kriminalhörspiel – SDR)
- 1971: Helga M. Novak: Heim-Suchungen. Ein Doppel-Porträt, hörbar gemacht (K = 55 Jahre, männlich) – Regie: Friedhelm Ortmann (Hörspiel – WDR)
- 1972: Alain Franck: Aus Studio 13: Garten im Regen (Yves) – Regie: Cläre Schimmel (Originalhörspiel, Kriminalhörspiel – SDR)
- 1973: Åke Hodell: Was machte Hemingway in Afrika? – Regie: Peter Michel Ladiges (Hörspiel – SWF)
- 1974: Witold Gombrowicz: Verführung (Friedrich) – Regie: Ludwig Cremer (Hörspiel – SDR)
- 1974: Herbert Timm: Schlüssel – Regie: Günter Siebert (Hörspiel – RB)
- 1975: Georg Kleemann: Was soll sich schon ändern? (Billing) – Regie: Andreas Weber-Schäfer (Originalhörspiel, Science-Fiction-Hörspiel – SDR)
- 1976: Gordon R. Dickson: Computer argumentieren nicht (Rechtsanwalt Reynolds) – Regie: Friedhelm Ortmann (Hörspielbearbeitung, Kriminalhörspiel, Science-Fiction-Hörspiel – WDR)
- 1978: Reinhard Lettau: Frühstücksgespräche in Miami (Präsident Arnulio Manuel Rosa) – Regie: Walter Adler (Originalhörspiel – SDR/HR/WDR)
- 1980: Nikolai Semjonowitsch Leskow: Tolstoi und kein Ende (Sachar) – Regie: Friedhelm Ortmann (Hörspielbearbeitung – WDR)
- 1981: Lion Feuchtwanger: Begegnungen mit dem Judentum: Jud Süß (4 Teile) (Weissensee) – Regie: Hartmut Kirste (Hörspielbearbeitung – SWF/SR)
- 1982: Dante Alighieri: Die göttliche Komödie (3 Teile) (Der alte Dante) – Übersetzung, Bearbeitung, Komposition und Regie: Dieter Schönbach (Hörspielbearbeitung – WDR)
- 1983: John le Carré: Aus Studio 13: Mord ersten Grades (Terence Fielding) – Regie: Dieter Carls (Originalhörspiel, Kriminalhörspiel – SDR)
- 1983: Dieter Kühn: U-Boot-Spiel (Walter) – Regie:	Charles Benoit (Hörspiel, Mundart-Hörspiel – SR DRS)
- 1984: Melchior Schedler: Tollhausgeschäfte (Schinzinger) – Regie: Günther Sauer (Originalhörspiel – HR)
- 1984: Kurt Hutterli: Ich habe mein Lied zu Ende gesungen – Regie: Charles Benoit (SR DRS)

## Auszeichnungen
- 1957: Deutscher Filmpreis „Beste männliche Nebenrolle“ für Rose Bernd
- 1958: Deutscher Filmpreis „Beste männliche Hauptrolle“ für Nachts, wenn der Teufel kam
- 1959: Golden Gate Award beim San Francisco International Film Festival als „Best Supporting Actor“ für Der falsche General[2]
- 1970: Ehrende Anerkennung der Jury Allgemeine Programme beim Adolf-Grimme-Preis für Die Verschwörung[3]